# Храм Воздвижения Креста Господня (Нерехта)
Храм Воздвижения Креста Господня — приходской храм Костромской епархии Русской православной церкви, воздвигнуты в 1788—1791 годах в Нерехте Костромской области.
Несмотря на отсутствие документальных подтверждений, авторство церкви (по крайней мере, колокольни) традиционно приписывается С. А. Воротилову, построившему в Нерехте несколько церквей в 1770—1790-х годах.

## История храма
В 1784 году в Нерехте было учреждено новое кладбище, которое расположилось за городом. В 1788 г. на нём закладывается церковь Воздвижения Креста Господня. Строительство ведётся на средства местного купца В. П. Симонова, проект церкви выполняет С. А. Воротилов. Авторство Воротилова не подтверждено документально, однако архитектурные особенности церкви — в первую очередь архитектура колокольни — свидетельствуют о его причастности к постройке.

## Архитектура
Церковь, обладающая довольно своеобразной объёмной композицией, по декору типична для провинциальной архитектуры переходных форм от барокко к классицизму. В храме и трапезной сильнее выразились черты раннего классицизма, в колокольне — барокко. Ядром композиции церкви является прямоугольный в плане объём, над которым с востока возвышается световой восьмерик, а с запада — колокольня.